# Pichanga: profecías a falta de ecuaciones
Pichanga es el decimotercer disco oficial de Congreso, grabado y editado por Alerce en 1992. Esta obra fue creada especialmente para la Convención sobre los Derechos del Niño, en conjunto con el Anti poeta Nicanor Parra y el pintor Bororo; y auspiciado por la Unicef, Raddabarnen (Suecia), Terranova (Italia) y el Ministerio de Educación de Chile.

## Historia
A meses de estrenar Los Fuegos del Hielo, la Unicef contacta a Congreso para crear una obra junto al Anti-poeta Nicanor Parra y al pintor Bororo, basada en la Convención Internacional de los Derechos del Niño.
Es grabado en poco tiempo, y estrenada en un multitudinario concierto gratuito en la Plaza de Armas de Santiago.
Al mismo tiempo, en Europa, el trabajo Aire Puro alcanza el primer lugar en septiembre y el quinto lugar de octubre de 1992 y es Top 30 de Radio Latina en Francia.
Además de hacer múltiples recitales en Santiago y Viña del Mar, hacia finales de 1992, son invitados a la inauguración del Parlamento Latinoamericano en Sao Paulo, Brasil, junto a otros artistas latinos como Mercedes Sosa, Rubén Blades y Milton Nascimento.

## Música y lírica
Congreso nuevamente y el mismo año, se embarca en una obra conceptual, aunque ahora algo más cercano a lo popular.
Esta obra, contiene solamente textos de Nicanor Parra, y composiciones de Sergio "Tilo" González (Jaime Vivanco es coautor en "Injusticia más grande no hay").

## Lista de canciones
1. Importante.
2. ...y que respeten los derechos del niño.
3. Tuve un sueño mamá.
4. Días atrás un árbol me preguntó.
5. Recuerdos de infancia.
6. Grabación 1963. (grabada en al casa de los hermanos González; Instrumentos artesanales. Voz, Patricio González. Quilpué 1963.)
7. Cero problema.
8. Ya no sueño.
9. Juegos infantiles.
10. Injusticia más grande no hay.
11. No se diga que somos hispanoamericanos.
12. Entonces fue cuando le preguntaron.
13. El error consistió.
14. Los niños de Chile.

Antipoemas: Nicanor Parra.
Música: Sergio "Tilo" González(excepto "Injusticia más grande no hay", música de Sergio "Tilo" González y Jaime Vivanco)

## Integrantes
- Sergio "Tilo" González: composición, batería, programación.
- Francisco Sazo: voz.
- Hugo Pirovic: flauta traversa, flauta dulce, oboe, coros.
- Jaime Vivanco: piano acústico, sintetizadores.
- Jaime Atenas: saxo soprano, tenor y barítono.
- Jorge Campos: bajo eléctrico, contrabajo, guitarra, computador midi, coros.
- Raúl Aliaga: marimba, percusión indígena, "Tubo de gas", trutruka.
- Patricio González: violoncelo.

## Invitados
- Nicanor Parra: voz en "Importante" y "Los niños de Chile".
- Colombina Parra: voz en "Recuerdos de infancia" y "Juegos infantiles".
- Ramón Aguilera: voz en "Días atrás un árbol me preguntó".
- René Cortés: guitarra en "Días atrás un árbol me preguntó".
- Fernando González: guitarras en "Recuerdos de infancia".
- Voces niños: Constanza, Gabriela, María Jesús, Simón y Juan Cristóbal.

- Datos: Q6074927